# Galy
Automobiles Galy war ein französischer Hersteller von Automobilen.

## Unternehmensgeschichte
Automobiles Galy gehörte zum Unternehmen Forges et Atéliers de la Vence et de la Fournaise aus Paris und begann 1954 mit der Produktion von Automobilen. Der Markenname lautete Galy. 1957 endete die Produktion. Insgesamt entstanden etwa 100 Fahrzeuge.

## Fahrzeuge
Im Angebot standen Kleinstwagen mit Heckmotor. Zur Wahl standen ein Zweitaktmotor von Ydral mit 175 cm³ Hubraum und 11 PS Leistung sowie Einzylinder-Viertaktmotor von AMC mit 248 cm³ Hubraum und 15 PS. Das Fahrzeug war ein zweisitziges Coupé, das dem Goggomobil Coupé ähnelte. Es war 2,95 Meter lang. 1955 wurde der Prototyp eines offenen Fahrzeugs präsentiert, das dem Jeep glich.